# Matthew White (ciclista)
Matthew "Matt" White (Sydney, 22 de febrer de 1974) és un ciclista australià, que fou professional des del 1996 fins al 2007. Un cop retirat va passar a dirigir diferents equips ciclistes.
Durant la investigació que va fer la USADA contra Lance Armstrong, White va admetre que s'havia dopat durant els seus anys a l'equip US Postal
Està casat amb l'atleta, medallista olímpica, Jane Saville.

## Palmarès
- 1998
  - Vencedor d'una etapa del Tour de Tasmània
- 1999
  - Vencedor d'una etapa de la Volta a Suïssa
- 2005
  - Vencedor d'una etapa del Tour Down Under

### Resultats al Giro d'Itàlia
- 1998. Abandona (18a etapa)
- 2000. 101è de la classificació general
- 2005. 117è de la classificació general
- 2006. 102è de la classificació general
- 2007. 105è de la classificació general

### Resultats a la Volta a Espanya
- 2001. Abandona (15a etapa)
- 2002. 129è de la classificació general
- 2003. 127è de la classificació general
- 2004. 119è de la classificació general

### Resultats al Tour de França
- 2005. 123è de la classificació general